# Nasrin Khusrawi
Nasrin Khusrawi, född 21 mars 1983, är en norsk skådespelerska, som är utbildad vid Statens Teaterhøgskole på Kunsthøgskolen i Oslo (KHiO).

## Utbildning
Nasrin Khusrawi studerade på Circle in the Square Theatre School och Stella Adler Studio of Acting åren 2006 till 2009, och sedan vid Statens Teaterhøgskole på Kunsthøgskolen i Oslo (KHiO) 2010 till 2013. Under tiden var hon även utbytesstudent på William Esper Studio i New York. Hon studerade sedan på Nordic Black Express i Oslo som är en fysisk och performancebaserad teaterskola.
Nasrin Khusrawi blev under sin tid på Statens Teaterhøgskole den första kvinnan med invandrarbakgrund som blev antagen som elev. Hon kom också in på konsthögskolan i Bergen, samt på konstämnen både där och i Oslo, samma år som hon kom in på Statens Teaterhøgskole.

## Skådespelarkarriär
Nasrin Khusrawi gjorde sin teaterdebut på Oslo Nye Teater, där hon hade flera roller i föreställningen Neste Kamp, samt titelrollen som Snövit på Riksteatret. Hon blev så småningom engagerad i olika produktioner på Teatret Vårt i Molde, Kilden Teater i Kristiansand och Nationaltheatret i Oslo, där hon bland annat spelade rollen som Nora i Ett dockhem (Kilden Teater), och Häxan i Reisen til Julestjernen (Nationaltheatret). Hon medverkade även i föreställningen Håpet kommer programmatisk til slutt, som visades på Kunstnernes Hus i Oslo.
Under hösten 2020 spelade Nasrin Khusrawi en av huvudrollerna i TV-serien Norsk-ish, som återkom med en andra säsong hösten 2023. Senare under år 2021 spelade hon rollen som drottningen i filmen Askungens tre önskningar, som hade biopremiär i november. I samband med detta medverkade hon även i NRK:s julkalender Kristianias magiska tivoliteater.

## Filmografi (i urval)
- 2024 – Spermageddon (röst)
- 2022 – Bø (TV-serie) (kallad Rådebank i Norge)
- 2021 – Kristianias magiska tivoliteater (TV-serie)
- 2021 – Askungens tre önskningar
- 2020–2023 – Norsk-ish (TV-serie)
- 2019 – Exit (TV-serie)